# Fulminati
Fulminati su hemijska jedinjenja koja uključuju fulminatni jon (CNO−
, C−
≡N+
−O−
). Fulminatni jon je pseudo-halidni jon zato što su njegov naboj i reaktivnost slični onima kod halogenih elemenata. Zbog nestabilnosti ovog jona, fulminatne soli su eksplozivi osetljivi na trenje. Najpoznatiji je fulminat žive(II), koji se koristi kao primarni eksploziv u detonatorima. Fulminati se mogu formirati od metala, kao što su srebro i živa, rastvorenih u azotnoj kiselini i reagovanih sa etanolom. Slaba jednostruka veza između azota i kiseonika odgovorna je za njihovu nestabilnost. Azot vrlo lako formira stabilnu trostruku vezu sa drugim atomom azota, stvarajući azotni gas.

## Istorijske beleške
Fulminate je otkrio Edvard Čarls Hauard 1800. godine.  Upotrebu fulminata u vatrenom oružju prvi je demonstrirao škotski sveštenik Aleksandar Džon Forsajt, koji je patentirao svoj "bravicu na bočicu" 1807. godine; to je bila mala posuda ispunjena fulminatom žive.  Džošua Šo je otkrio kako da ih enkapsulira u metalnu kapsulu da bi se formirala kapisla, ali nije patentirao svoj izum sve do 1822. godine.
Tokom 1820-ih godina, organski hemičar Justus Libig je otkrio fulminat srebra (AgCNO), dok je Fridrih Veler otkrio cijanat srebra (AgOCN). Iako imaju različita svojstva, njihova hemijska kompozicija je ista, što je dovelo do žestoke rasprave koja je konačno rešena konceptom izomerije, koji je uveo Jons Jakob Berzelijus. 

## Rizici i opasnosti
Sinteza, transport, a naročito rukovanje fulminatima su opasni (rizik od eksplozije, toksičnost).

## Jedinjenja
- Fulminska kiselina
- Živa(II) fulminate
- Kalijum fulminat
- Srebro fulminat
- Cijanat

## Povezani članci
- Eksplozofor
- Artiljerijski upaljač
- Detonator
- Municija